# El Rosario (Tenerife)
Pour les articles homonymes, voir El Rosario.
El Rosario est une commune de la province de Santa Cruz de Tenerife dans la communauté autonome des Îles Canaries en Espagne. Elle est située au nord-est de l'île de Tenerife.

## Géographie
El Rosario est située au sud de Santa Cruz de Tenerife, au nord-est d'Arona et à l'est de Icod de los Vinos et Puerto de la Cruz.

### Localisation

Localisation de l'île de Tenerife dans les Îles Canaries.
Localisation d'El Rosario dans l'île de Tenerife.

| Tacoronte                           | San Cristóbal de La Laguna | Santa Cruz de Tenerife |
| La Matanza de Acentejo et El Sauzal | El Rosario                 | Océan Atlantique       |
|                                     | Candelaria                 |                        |

### Villages de la commune
- La Esperanza (siège administratif)
- Barranco Hondo
- Las Barreras
- Lomo Pelado
- Llano del Moro
- Machado
- Radazul
- Las Rosas
- El Chorillo (San Isidro)
- Tabaiba
- Llano Blanco
- Boca Cangrejo
- Costa Caricia
- Costanera

### Transports
- TF-1
- Route ancienne de Santa Cruz de Tenerife - Arona

## Démographie
| Année | Population | Densité (hab./km2) |
| ----- | ---------- | ------------------ |
| 1842  | 1 609      | 40,81              |
| 1900  | 2 866      | 72,69              |
| 1930  | 4 599      | 116,64             |
| 1950  | 6 328      | 160,49             |
| 1991  | 8 103      | 205,5              |
| 1996  | 10 880     | 275,93             |
| 2001  | 13 462     | 345,17             |
| 2002  | 13 718     | 347,91             |
| 2003  | 14 862     | 377,13             |
| 2004  | 15 542     | 390,99             |
| 2005  | 16 024     | 406,39             |
| 2009  | 17 182     | 435,76             |